# Honey Sri-Isan
 (mai 2019).
Si vous disposez d'ouvrages ou d'articles de référence ou si vous connaissez des sites web de qualité traitant du thème abordé ici, merci de compléter l'article en donnant les références utiles à sa vérifiabilité et en les liant à la section « Notes et références ».
Honey Sri-Isan (ou Suphin Hemvijit ;thaï : ฮันนี่ ศรีอีสาน,, ; 22 octobre 1971 à Kalasin - 26 février 1992 à Sisaket) est une chanteuse pop thaïlandaise,

## Biographie
Sa carrière de chanteuse célèbre n'a duré que deux ans : elle est décédée à l'âge de 20 ans dans un accident de la route.

## Musique
Honey Sri-Isan est chanteuse depuis 1991. Elle a produit les albums suivants :Nam Ta Lon Bon Tee Non (français : Larmes sur le canapé) (1991); Won Phee Mee Rak Dieaw (français : Plaidez que vous n'avez qu'un seul amour) (1992).

## Discographie

### Albums
- Namta Lon Bon Tee Non (น้ำตาหล่นบนที่นอน)
- Waun Pee Mee Rak Diew (วอนพี่มีรักเดียว)